# Егіл Селвік
Егіл Селвік (норв. Egil Selvik, нар. 30 липня 1997, Саннес, Норвегія) — норвезький футболіст, воротар клубу «Геугесунн».

## Ігрова кар'єра

### Клубна
Егіл Селвік народився у місті Саннес і займатися футболом почав у своєму рідному місті у клубі «Саннес Ульф». У 2017 році Селвік приєднався до основного складу команди і в травні 2017 року дебютував у першій команді у турнірі Другого дивізіону. 2018 рік воротар провів в оренді у клубі «Нест-Сотра», а в лютому 2019 року Селвік приєднався до клубу Елітсерії «Одд». Але в основі провів лише одну гру, переважно граючи у дублюючому складі.
У січні 2021 року Егіл Селвік перейшов до клубу Елітсерії «Геугесунн», з яким уклав контракт до грудня 2024 року.

### Збірна
У лютому 2016 року Егіл Селвік провів одну гру у складі юнацької збірної Норвегії (U-19).